# Harardheere
Harardheere (of Harardheere of Xarardheere) is een stad in de provincie Mudug in Somalië.
De stad ligt 400 kilometer ten noorden van Mogadishu en 20 kilometer van zee. De stad is sinds 2008 bekend als een uitvalsbasis voor piraten. Begin mei 2010 namen strijders van de radicale Islamitische beweging Hizbul Islam de stad in waardoor de piraten uit de stad wegvluchtten.